# Pressostaat
Een drukschakelaar of pressostaat is een op druk werkende schakelaar. Een dergelijke schakelaar zal elektrische apparatuur in- of uit te schakelen bij een bepaalde druk van lucht, gas of vloeistof. Bij het oplopen van die druk zal bij het bereiken van de ingestelde druk het contact schakelen, bij een daling van die druk, zal het contact weer terugschakelen. 

## Hysterese
Het verschil tussen de inschakeldruk en de uitschakeldruk, wordt de schakel-hysterese of de dode band genoemd. Zo wordt vermeden dat een pomp continu start en stopt als de gemeten druk boven en onder de ingestelde druk komt.

## Gebruik
Een pressostaat wordt bijvoorbeeld gebruikt voor het reguleren van de temperatuur in een espressomachine, druk in een compressor van een airconditioner of voor het regelen van het waterniveau in een vaatwasser of een wasmachine.